# Hualan
Hualan (kinesiska: 华兰乡, 华兰) är en socken i Kina. Den ligger i den autonoma regionen Guangxi, i den södra delen av landet, omkring 100 kilometer sydväst om regionhuvudstaden Nanning. Antalet invånare är 9944. Befolkningen består av 4 434 kvinnor och 5 510 män. Barn under 15 år utgör 26,0 %, vuxna 15-64 år 63 %, och äldre över 65 år 9,0 %.
Genomsnittlig årsnederbörd är 2 752 millimeter. Den regnigaste månaden är juli, med i genomsnitt 565 mm nederbörd, och den torraste är januari, med 25 mm nederbörd.